# 贝尔 (阿列省)
贝尔（法語：Bert，法語發音：[bɛʁ]）是法国阿列省的一个市镇，位于该省东部，属于维希区。

## 地理
贝尔（46°19'28"N, 3°42'26"E）面积24.15 平方千米，位于法国奥弗涅-罗讷-阿尔卑斯大区阿列省，该省份为法国中部省份，北起涅夫勒省、西北接谢尔省，西南至克勒兹省，南至多姆山省，东南临卢瓦尔省，东临索恩-卢瓦尔省。
与贝尔接壤的市镇（或旧市镇、城区）包括：巴赖-比索勒、勒东容、洛德、蒙孔布鲁莱米讷、索尔比耶、泰什河畔瓦雷讷。

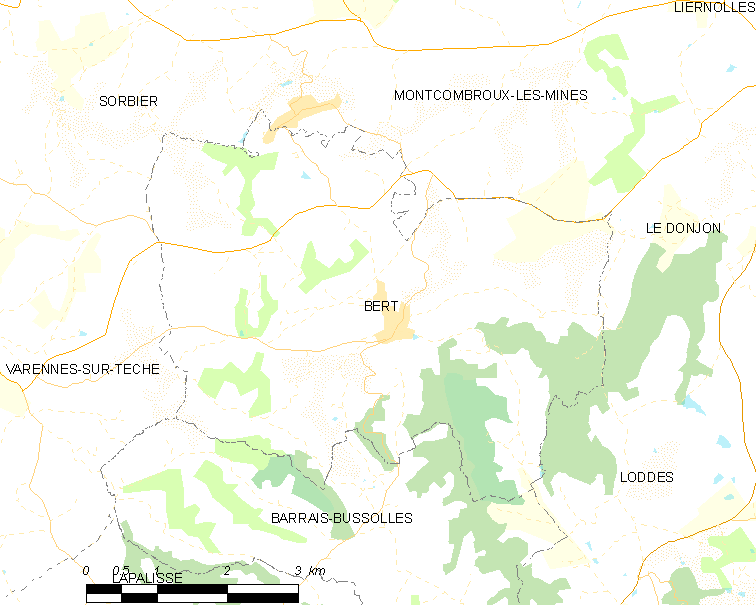
的OSM定位图

贝尔的时区为UTC+01:00、UTC+02:00（夏令时）。

## 行政
贝尔的邮政编码为03130，INSEE市镇编码为03024。

## 政治
贝尔所属的省级选区为穆兰第二县。

## 人口

1962-2008年间人口变化图示

贝尔于2022年1月1日时的人口数量为261人。